# Dayun Group
Dayun Group est un conglomérat chinois basé à Yuncheng, dans la province du Shanxi, en Chine. À travers ses filiales, il fabrique des poids lourds, des camions légers, des motos et des moteurs, et s'implique dans l'immobilier et le tourisme.

## Divisions

### Yuanhang Auto
Au salon de l'auto de Chengdu 2022, une nouvelle marque de véhicules électriques appelée Yuanhang Auto est apparue. Yuanhang (远航) signifie 'Voyage' en chinois. Ils ont dévoilé quatre voitures qui entreront en production en 2023. Yuanhang Auto est une marque haut de gamme du groupe Dayun, basée à Yuncheng, dans la province du Shanxi.
- Yuanhang Y6
- Yuanhang Y7
- Yuanhang H8
- Yuanhang H9

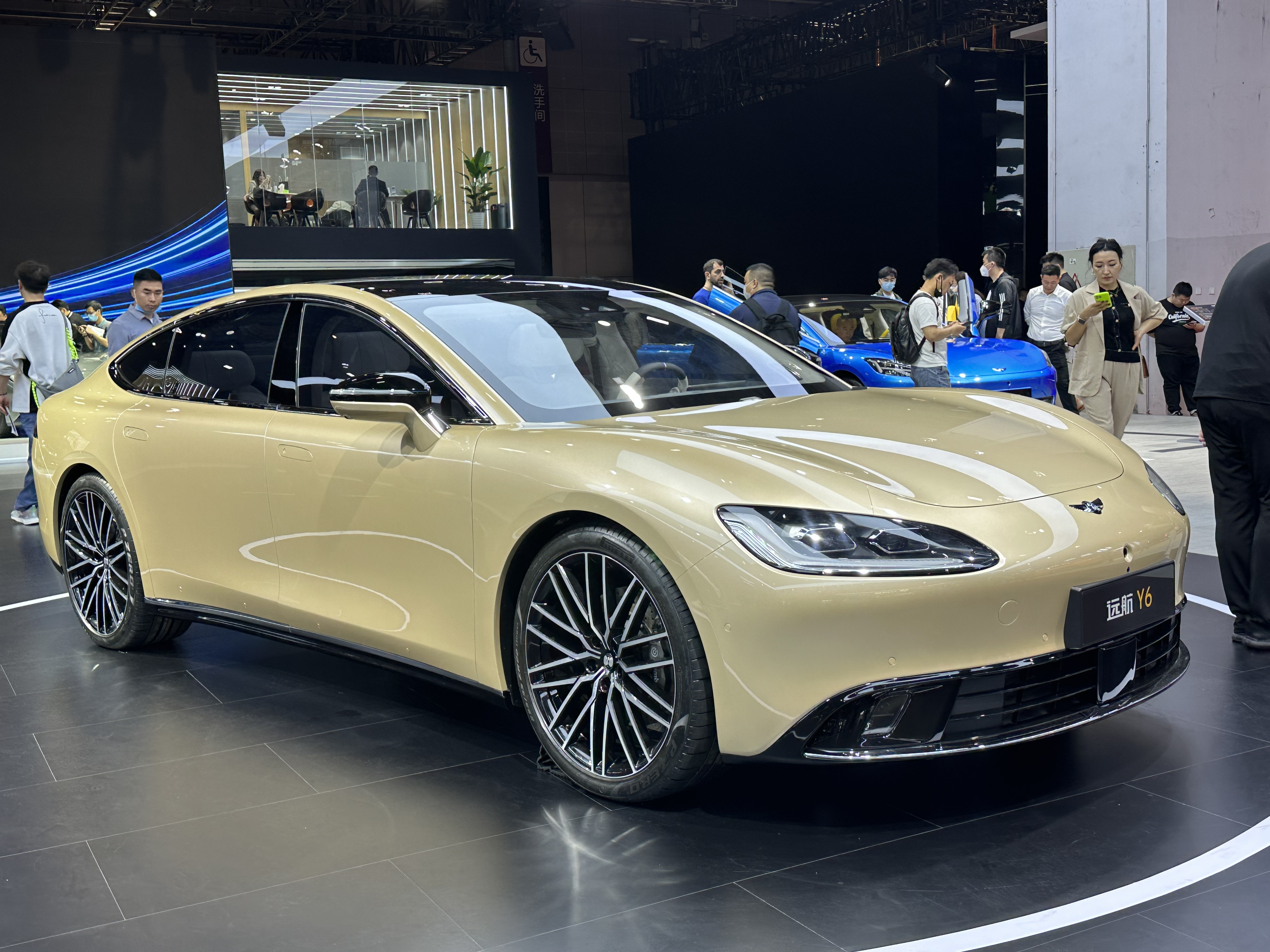
YuanHang Y6
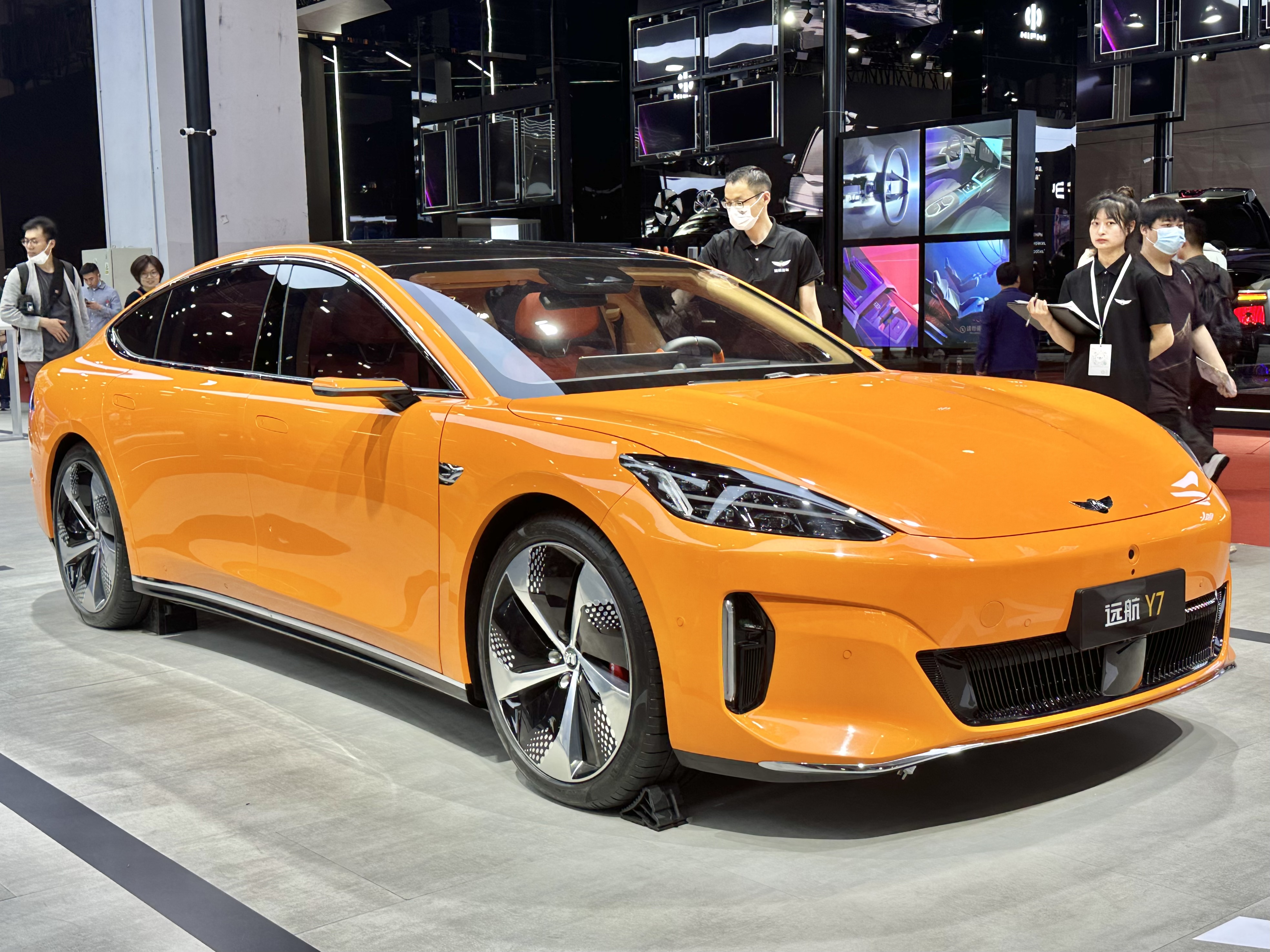
YuanHang Y7
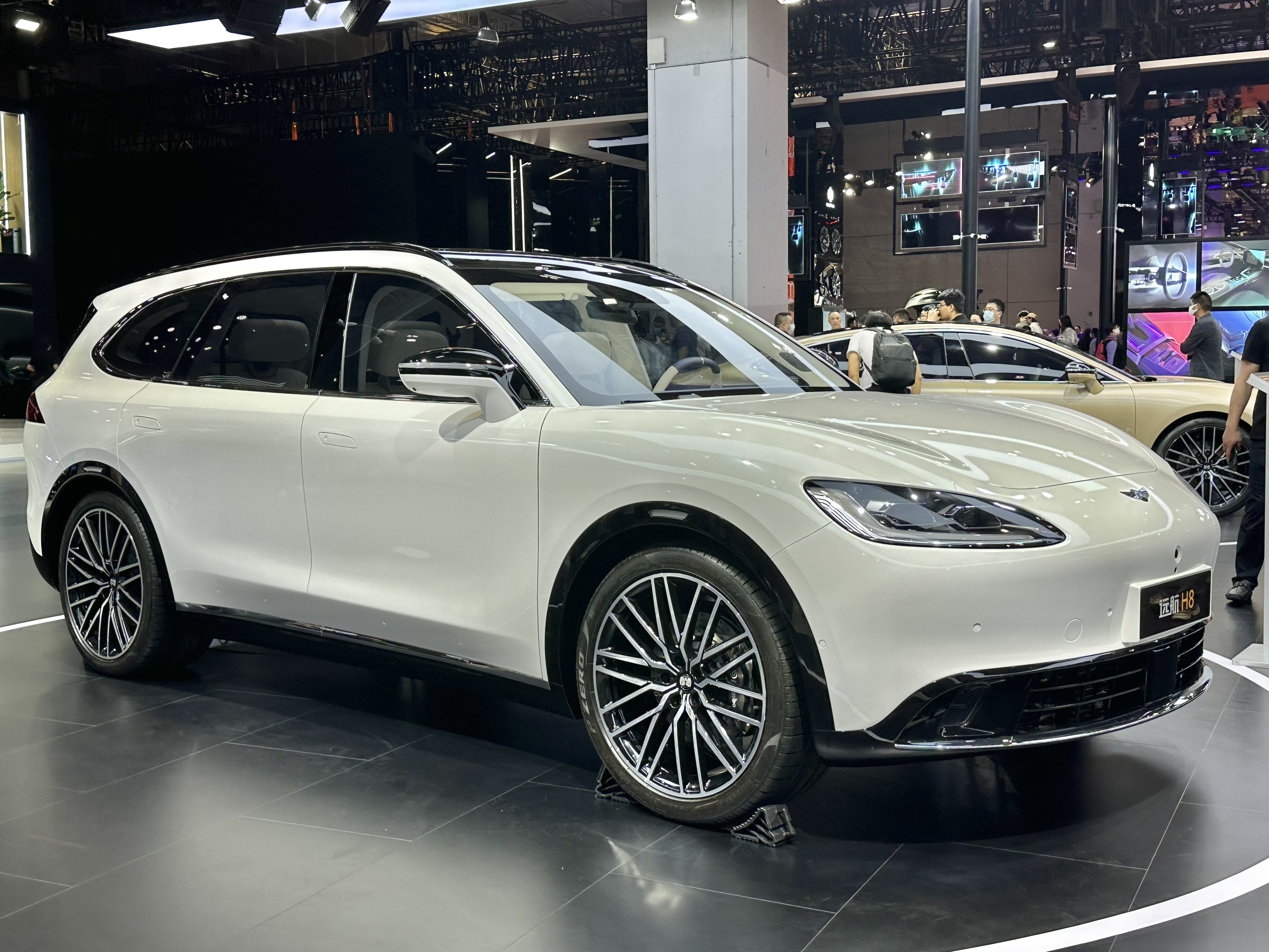
YuanHang H8
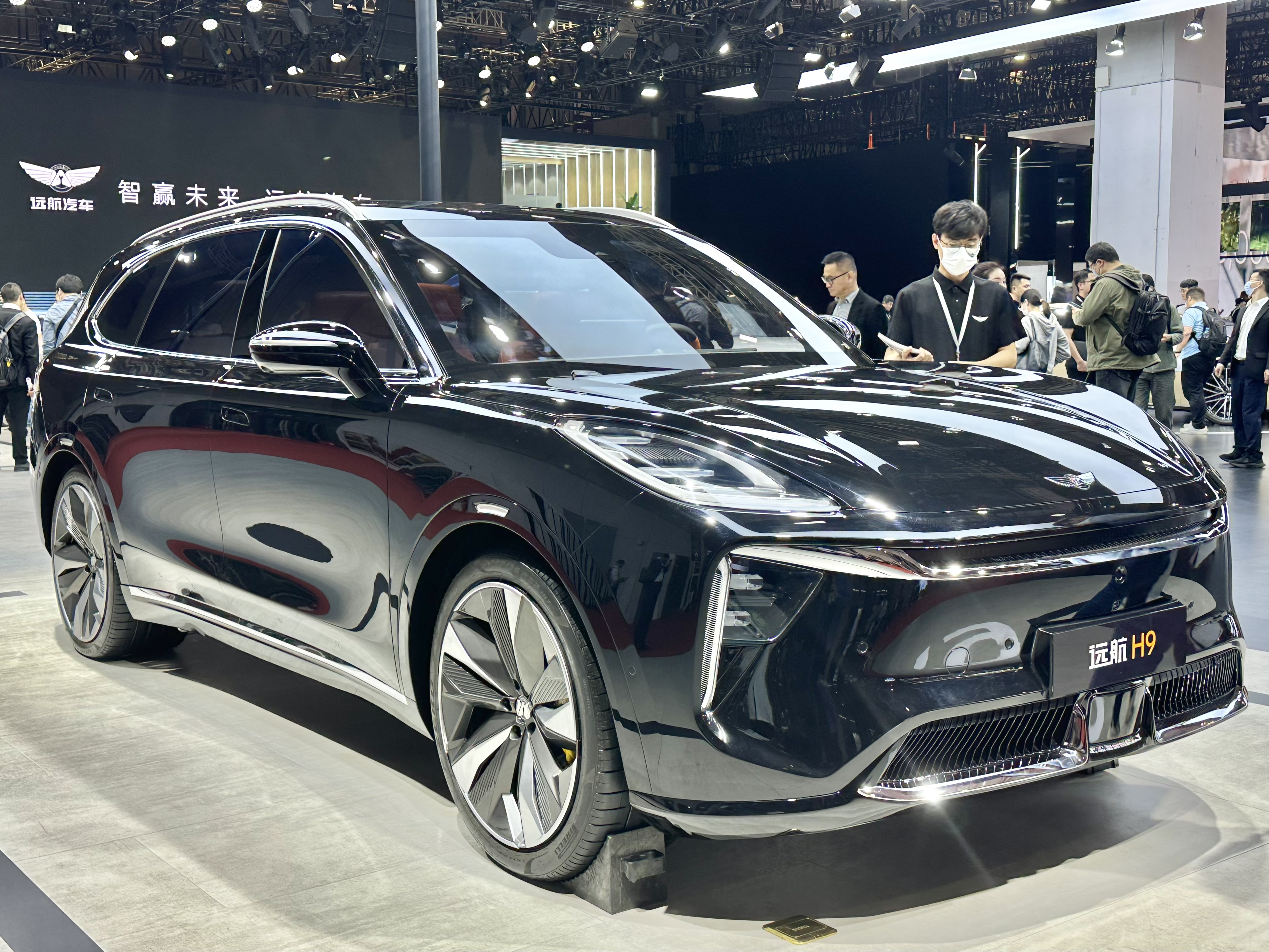
YuanHang H9

### Dayun Passenger vehicles
- Dayun Pika (Dayun Pickup)- Pick-up de taille moyenne
- Dayun Yuehu ES3- Mini SUV multisegment électrique
- Dayun Chihu EM6- Monospace compact électrique
- Dayun CGC6450 (CGC6450FPD28E) - Monospace compact
- Dayun Yuanzhi M1 - Monospace compact

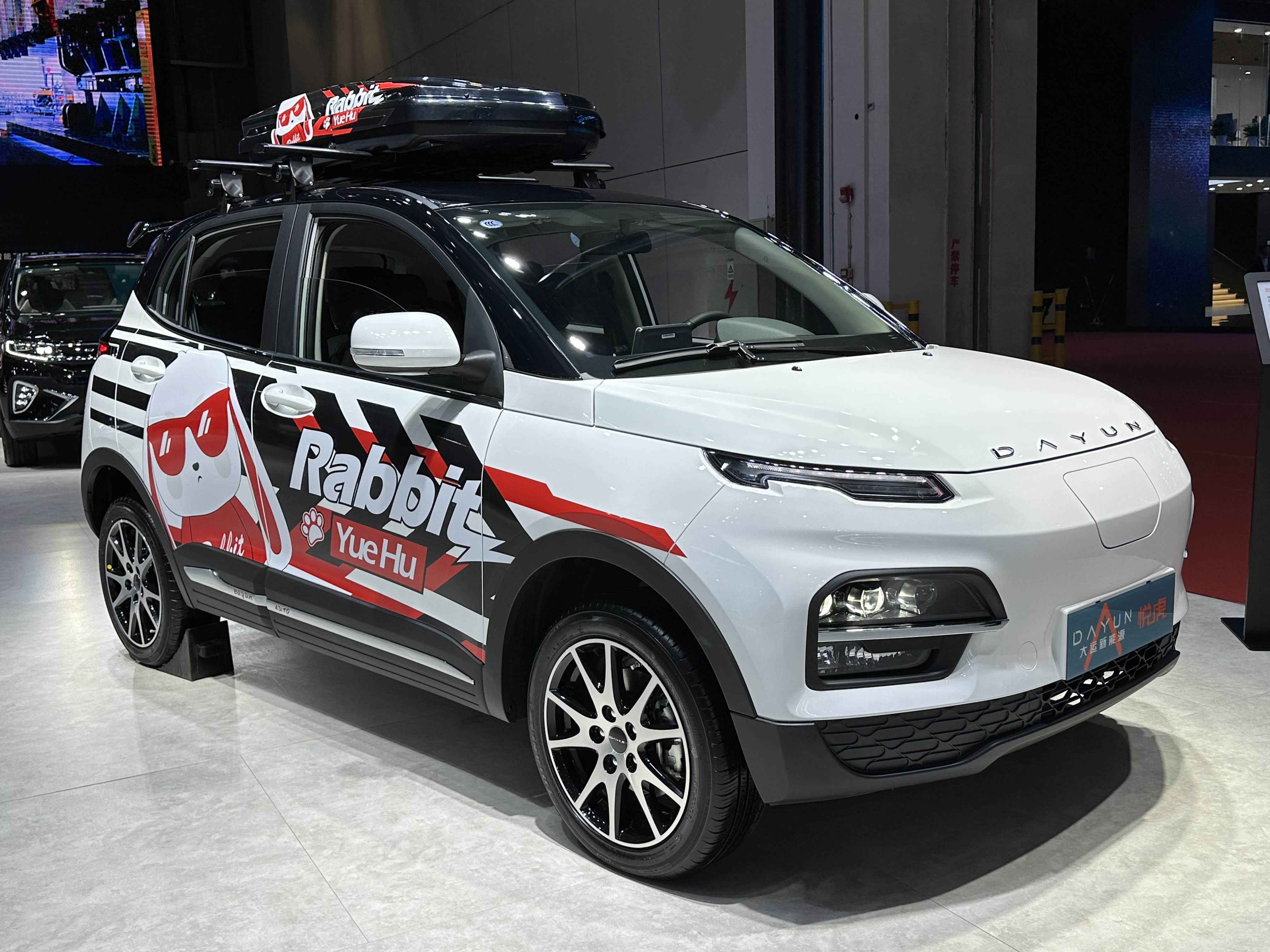
Dayun Yuehu ES3
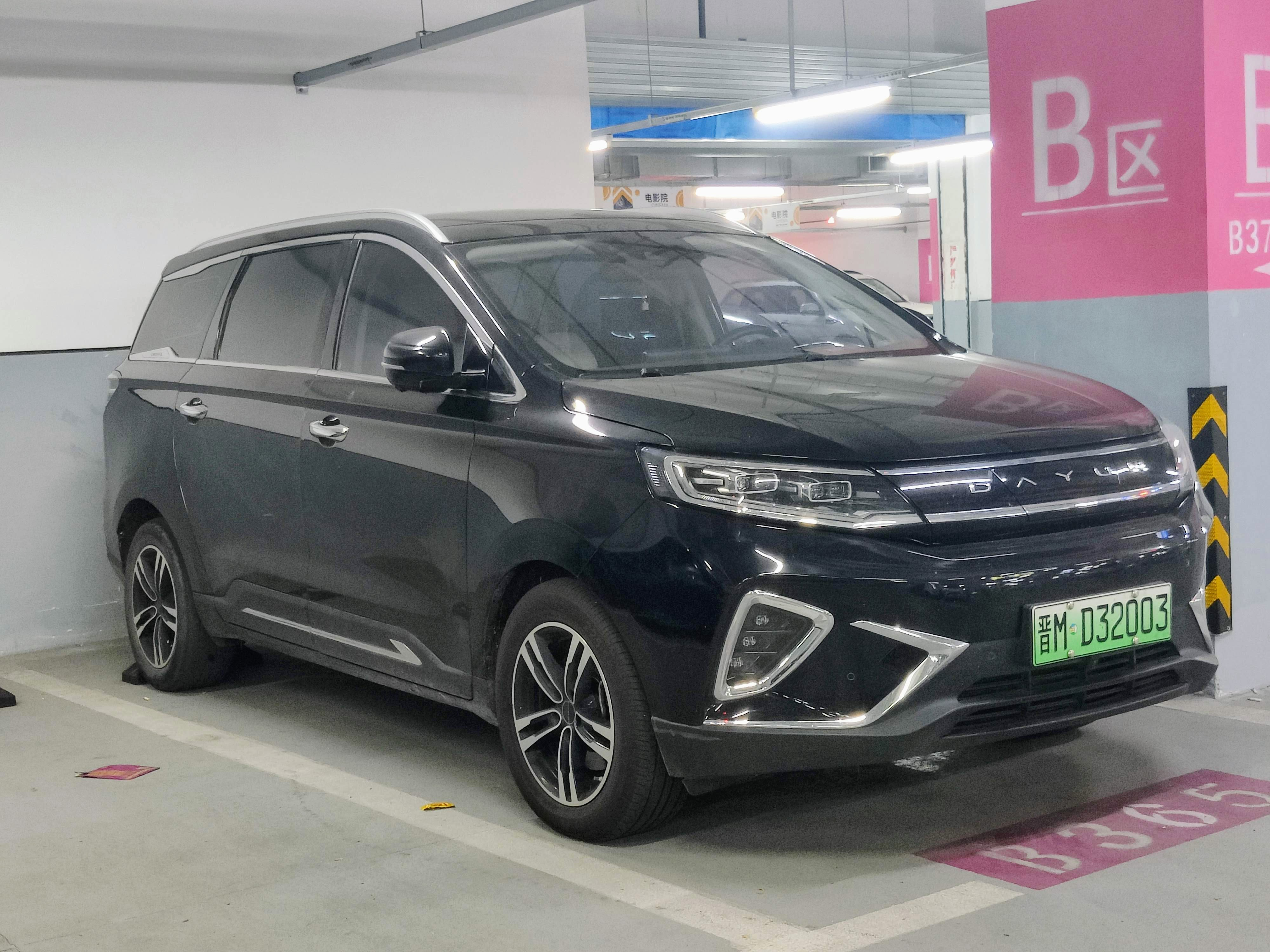
Dayun Yuanzhi M1

### Camions

#### Camion léger Dayun
Chengdu Dayun Automotive Group Co. Ltd., communément appelé Dayun Light Truck, est un fabricant de camions légers basé à Chengdu, dans le Sichuan, est une division du groupe Dayun. Il a été fondé en 2009. Les camions légers sont fabriqués sous la marque Dayun.

#### Modèles
- Dayun Chuanlu 490
- Dayun Chuanlu 4100
- Dayun Chuanlu 4102
- Dayun Chuanlu 4108
- Dayun QiYun 485
- Dayun QiYun 490
- Dayun QiYun 4100
- Dayun QiYun 4102
- Dayun QiYun 4105
- Dayun QiYun 4108
- Dayun QiYun 4110

#### Moteur Dayun
Shanxi Dayun Automobile Manufacturing Co., Ltd, connue sous le nom de Dayun Motor, est un fabricant de camions lourds situé à Yuncheng, Shanxi, en Chine. Il a été fondé en 2004 dans le cadre du groupe Dayun. Ils sont capables de construire jusqu'à 50 000 camions par an,, ses camions sont construits sous la marque Dayun .

#### Modèles
- Camion léger Dayun CGC1047PB33E3 2x4
- Camion léger Dayun CGC1048PX28E3 2x4
- Dayun CGC1140
- Dayun CGC1141 2x4
- Dayun CGC1160 4x6
- Dayun CGC1254 4x6
- Dayun CGC1311 4x8
- Semi-tracteur Dayun CGC4180
- Semi-tracteur Dayun CGC4181
- Semi-tracteur Dayun CGC4220
- Semi tracteur Dayun CGC4222
- Semi tracteur Dayun CGC4250
- Semi-tracteur Dayun CGC4251
- Semi-tracteur Dayun CGC4252
- Semi tracteur Dayun CGC4252 CNG
- Semi tracteur Dayun CGC4252 GNL
- Semi-tracteur CNG Dayun CGC4253
- Semi-tracteur Dayun CGC4253 GNL
- Dayun DYX1250 4x6
- Dayun DYX1312 4x8
- Camion benne Dayun DYX3251 4x6
- Camion benne Dayun DYX3253 4x6
- Camion benne Dayun DYX3311 4x8
- Camion benne Dayun DYX3313 4x8
- Camion benne Dayun DYX3313 GNL 4x8
- Dayun DYX5250 4x6
- Dayun DYX5253 4x6
- Semi tracteur Dayun DYX5310
- Dayun DYX5312 4x8

#### Chuanlu Motor
Chuanlu Motor produit des camions lourds Dayun.

### Motocycles
- Dayun Motorcycle fabrique des motos et des scooters Dayun.
- Dayang Motorcycle fabrique des motos et des scooters Dayang.
- Luoyang Duyan - fabrique des scooters à trois roues Dayun.

### Moteurs
Weichai Engine fabrique des moteurs pour les camions Dayun.